# Fundación BBVA
La Fundación BBVA es la marca bajo la cual se presta la fundación del Banco Bilbao Vizcaya Argentaria. 
Sus orígenes se remontan al año 1988, año en el que es constituida la Fundación del Banco Bilbao Vizcaya, adoptando el nombre de Fundación BBVA en 2001.

## Sedes sociales
Cuenta con dos sedes sociales, una en Bilbao ubicada en el Edificio San Nicolás y otra en Madrid en el Palacio del Marqués de Salamanca.

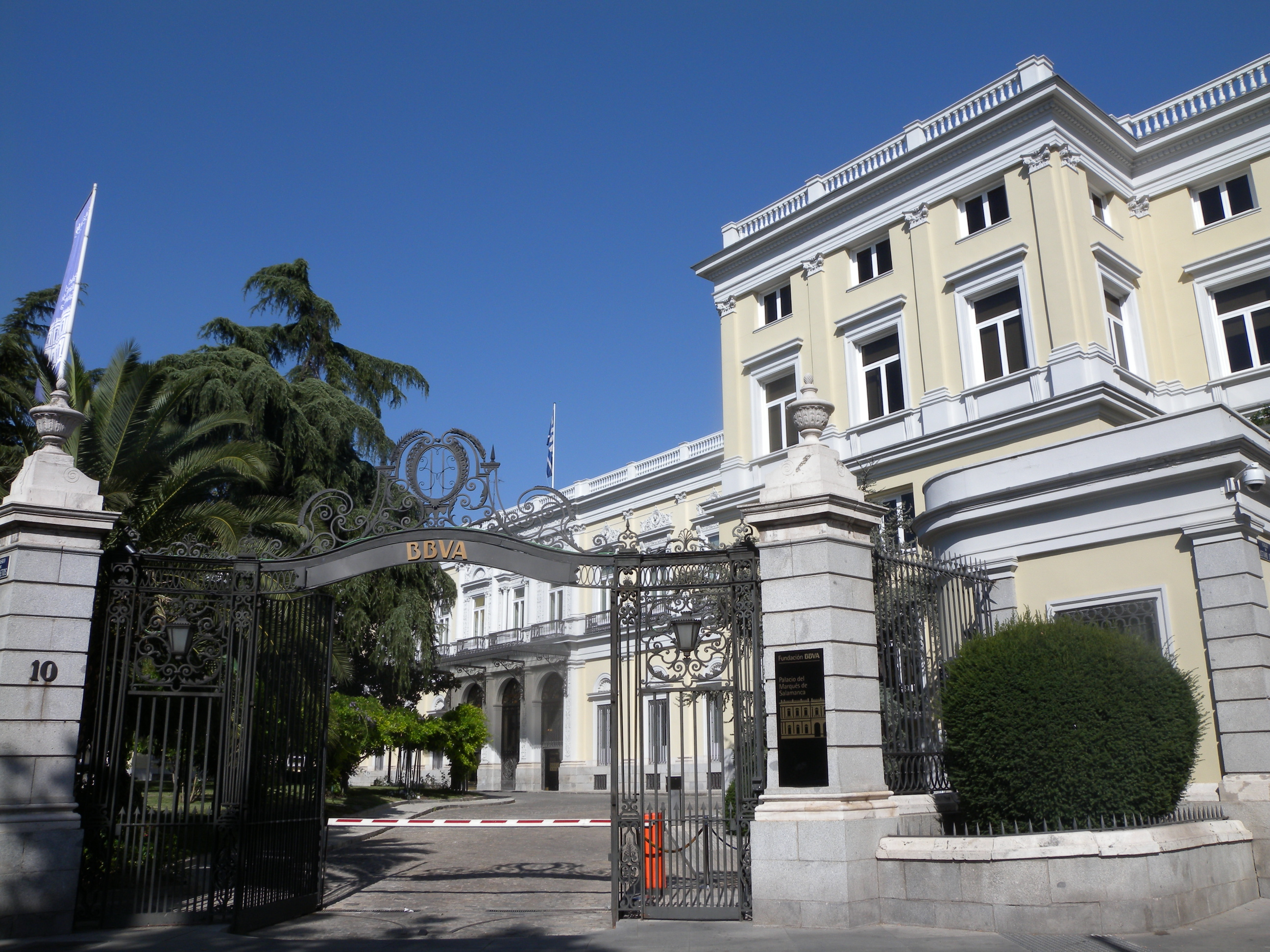
Palacio del Marqués de Salamanca en Madrid

## Actividad
La actividad de la Fundación BBVA se centra en el impulso y promoción del conocimiento en las áreas de Medio Ambiente, Biomedicina y Salud, Economía y Sociedad, Ciencias Básicas y Tecnología y Cultura; promoviendo la formación avanzada, desarrollando y financiando proyectos de investigación, difundiendo conocimiento y reconociendo públicamente la labor de investigadores y profesionales.
En 2012, la Fundación es premiada con la Medalla de Honor de la Academia de Bellas Artes de San Fernando en Reconocimiento por su actividad.

### Premios

#### Premios Fronteras del conocimiento
Creados en 2008 y de carácter internacional, los Premios Fundación BBVA Fronteras del Conocimiento reconocen la excelencia en investigación y la creación cultural en ocho categorías: Ciencias Básicas, Biología y Biomedicina, Tecnologías de la Información y la Comunicación, Ecología y Biología de la Conservación, Cambio Climático, Economía, Finanzas y Gestión de Empresas; Humanidades y Ciencias Sociales, Música y Ópera.
En 2019, la Fundación anunció que la entrega de estos premio se haría de forma permanente en Bilbao.

#### Premio de Física Real Sociedad Española de Física - Fundación BBVA
Desde 2007, la Fundación BBVA colabora con los Premios de Física de la Real Sociedad Española de Física, para apoyar y promover la investigación científica y la difusión del conocimiento a la sociedad. 

#### Premios de Investigación Matemática "Vicent Casselles"
Fundados en 2015 por la Real Sociedad Matemática Española y la Fundación BBVA. Estos premios están dirigidos a jóvenes investigadores españoles menores de 30 años y apoyan la investigación en el campo de las matemáticas y los avances en el conocimiento de esta disciplina, favoreciendo la continuación en estos proyectos. En el año 2017 se otorgaron 7 premios con una dotación económica de 2.000€ cada uno.

#### Premios de Investigación Sociedad Científica Informática de España – Fundación BBVA
Cuentan con dos modalidades: Los Premios Nacionales de Informática que reconocen la labor de investigadores y entidades (públicas y privadas) que contribuyen a la divulgación del conocimiento en esta disciplina; y Los premios Jóvenes Investigadores Informáticos, dirigido a jóvenes menores de 30 años cuyos trabajos doctorales resultan innovadores y relevantes. En 2017 se otorgaron 6 premio dotados con 5.000€ cada uno.

#### Premios a la Conservación de la Biodiversidad
Nacidos en 2005 y dotados inicialmente con 230.000€ cada uno, están dirigidos a  organizaciones, instituciones y organismos que desarrollan políticas para la conservación del medio ambiente, y de profesionales de la comunicación que, con su trabajo, contribuyen a proteger el patrimonio natural.

### Becas y ayudas

#### Becas Leonardo a Investigadores y Creadores Culturales
Creado en 2014 como las Ayudas Fundación BBVA a Investigadores y Creadores Culturales, en 2017 pasa a denominarse Becas Leonardo a Investigadores y Creadores Culturales.
Están dirigidas a profesionales de entre 30 y 45 años, cuyos proyectos desarrollados sean innovadores en las siguientes áreas: Ciencias Básicas, Biología, Ciencias del Medio Ambiente y de la Tierra, Biomedicina, Tecnologías de la Información y la Comunicación, Ingenierías y Arquitectura, Economía y Ciencias Sociales, Comunicación y Ciencias de la Información, Humanidades, Artes Plásticas y Arte Digital, Música y Creación Literaria y Artes Escénicas.
En 2017 se concedieron 65 Becas Leonardo con una dotación total de 2.200.000€. Los becados entran a formar parte de la Red Leonardo, nacida en octubre de 2018 con el objetivo de facilitar el intercambio de ideas y contenidos entre los becados.

#### Becas Jonde – Fundación BBVA
Las Becas Jonde son un programa formativo en el que jóvenes músicos reciben clases de perfeccionamiento técnico y participan en programas de la Orquesta y Coros Nacionales de España con el objetivo de ampliar sus oportunidades de desarrollo profesional.

#### Becas Multiverso a la Creación en Videoarte
Creadas en colaboración con el Museo de Bellas Artes de Bilbao, las Becas Multiverso apoyan el trabajo de videoartistas y contribuyen a la divulgación de sus obras. En 2018 cada beca obtuvo una dotación de 30.000 por proyecto.

#### Ayudas Fundación BBVA a Equipos de Investigación Científica
Las ayudas a proyectos de investigación tienen como principal objetivo ampliar las oportunidades individuales y colectivas en cinco áreas de conocimiento Biomedicina, Ecología y Biología de la Conservación, Economía y Sociedad Digital, Humanidades Digitales, Big Data.
En 2014 se dedicaron 5 millones de euros para tres convocatorias de ayuda a proyectos de investigación. En 2017 se concedieron cinco ayudas por categoría con una dotación de hasta 100.000€ brutos por proyecto.

### Otros
En el año 2013  La Fundación BBVA y el Instituto Oncológico del Hospital Valle de Hebrón crean un programa para el desarrollo de nuevas líneas de  investigación en medicina personalizada y de tratamientos para la lucha contra el cáncer que se renueva en 2017.
En 2013, en colaboración con el Instituto Valenciano de Investigaciones Económicas crea un ranking de las universidades españolas
En 2017, la Fundación y el Museo Thyssen-Bornemisza lanzan un proyecto destinado a llevar el arte a centros educativos